# Secteur de la pomme de terre en Belgique
En Belgique, le secteur de la pomme de terre occupait en 2010 une superficie de 78 642 hectares pour une production de 3,6 millions de tonnes, plaçant le pays au vingtième rang mondial des pays producteurs de pommes de terre, et au septième rang dans l'Union européenne. La part consacrée aux pommes de terre représentait en 2005, 4,7 % de la surface agricole utile (SAU), pourcentage relativement élevé comparé à la moyenne européenne (1,2 %) mais dépassé cependant par les Pays-Bas, où il atteignait la même année 8,1 %. 
Le rendement moyen se situait à 45,8 tonnes par hectare, parmi les plus élevés du monde.
| Pays        | Production (kt) |
| ----------- | --------------- |
| Allemagne   | 11 683          |
| Pologne     | 9 380           |
| Pays-Bas    | 7 181           |
| France      | 7 164           |
| Royaume-Uni | 6 399           |
| Roumanie    | 4 004           |
| Belgique    | 3 296           |
| Espagne     | 2 719           |
| Italie      | 1 753           |
| Danemark    | 1 618           |
| Total UE    | 62 504          |

La production belge est largement dominée par la variété Bintje qui occupe à elle seule plus de 40 000 hectares des emblavements en pommes de terre. Malgré sa forte sensibilité aux maladies, notamment au mildiou, cette variété est appréciée pour son rendement, sa bonne aptitude à la conservation et pour sa polyvalence et ses qualités technologiques pour la transformation industrielle. 
Ce secteur se caractérise par l'importance de la transformation des pommes de terre en produits dérivés, notamment produits pré-frits surgelés, qui a porté en 2010 sur un volume de 3,26 millions de tonnes de pommes de terre, pour une production de 1,71 million de tonnes, dont 1,1 de frites surgelées.
Il donne lieu également à d'importants flux de commerce extérieur, tant en importations qu'en exportations. La Belgique est devenue en 2011 le premier exportateur mondial de produits surgelés à base de pommes de terre, devançant dans l'ordre les Pays-Bas, le Canada et les États-Unis. Une partie importante des pommes de terre transformées est importée des pays voisins (France, Pays-Bas, Allemagne). Du fait de la nécessité d'approvisionner l'industrie de transformation, la balance commerciale belge des pommes de terre de consommation est structurellement négative.
La consommation de pommes de terre fraiches a baissé progressivement en Belgique, comme dans les autres pays d'Europe occidentale, pour se stabiliser autour de 85 kg en moyenne annuelle par personne. Elle s'élevait à 146 kg en 1955.

## Histoire
La pomme de terre est arrivée très tôt dans le territoire occupé par l'actuelle Belgique, dès la fin du XVIe siècle. Une expédition de pommes de terre vers Anvers depuis les îles Canaries est attestée en novembre 1567.
En 1587, Philippe de Sivry, préfet de la ville de  Mons (Belgique) reçoit, sous le nom de taratouffli, des tubercules de pomme de terre envoyés par le légat du pape. Il en envoie deux à Charles de L'Écluse au début de 1588.

## Bilan d'utilisation
La production belge de pommes de terre, consacrée essentiellement à l'alimentation humaine, est largement excédentaire. Ainsi pour 2009, la production s'est élevée à 3,296 Mt pour une utilisation de 1,198 Mt, soit un coefficient d'autosuffisance de 275 %. Les utilisations au niveau national se répartissaient en alimentation humaine, 914 600 t, semences, 86 400 t et alimentation animale, 144 300 t, les pertes étant évaluées à 52 900 t. 
La même année, le bilan du commerce extérieur s'établissait comme suit : importations : 1,417 Mt, exportations : 3,560 Mt

## Industrie de la pomme de terre
Principales entreprises du secteur de la pomme de terre en Belgique :
- Produits dérivés de pommes de terre
  - McCain Foods Belgium, Grobbendonk,
  - Farm Frites Lommel,
  - Agristo, Hulste,
  - Lutosa, Leuze-en-Hainaut (la division « Pommes de terre » de Pinguin-Lutosa a été rachetée par McCain Foods en 2012[8]),
  - Eurofreez, Proven,
  - Mydibel, Mouscron (y compris les marques Pomcobel et Gramybel),
  - Muyshondt-Gerona, Ranst,
  - Willequet, Nazareth (rachetée par Agristo),
  - Clarebout Potatoes, Neuve-Église et Warneton,
  - Ecofrost, Péruwelz,
  - Rémo-frit, Verrebroek,
  - Roger & Roger, Mouscron (Croky Chips),
  - Veurne Snack Foods, Furnes (Frito-lay, groupe PepsiCo).

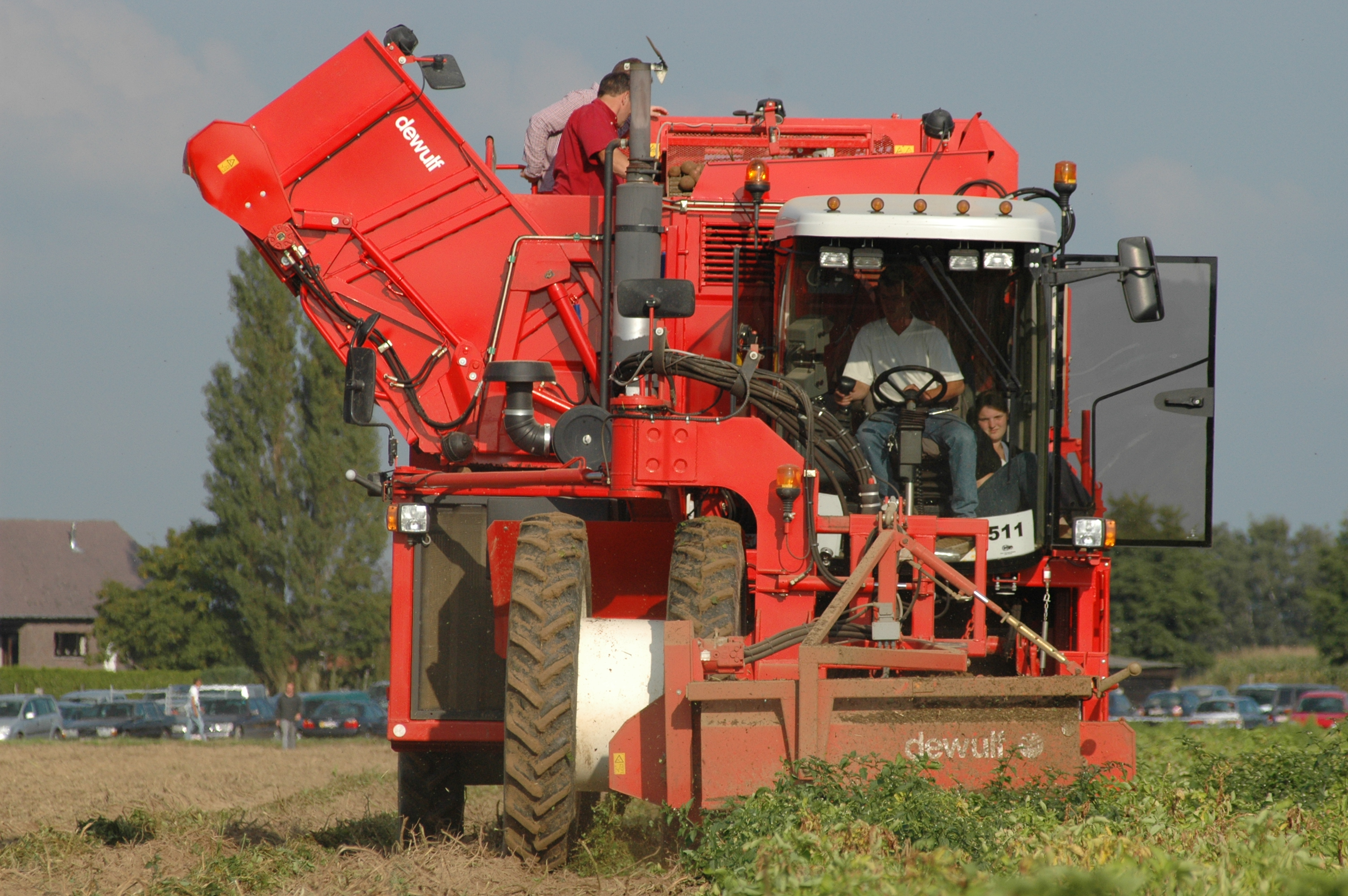
Récolteuse de pommes de terre automotrice Dewulf.

- Matériel agricole spécialisé
  - AVR, Roulers (Roeselare)
  - Dewulf, Roulers (Roeselare)

## Variétés
Les variétés créées en Belgique sont : 
| date | nom      | pedigree             | sélectionneur                                                                       |
| ---- | -------- | -------------------- | ----------------------------------------------------------------------------------- |
|      |          |                      |                                                                                     |
| 1951 | ADVENTA  | RECORD x FLAVA       | Station de recherches de l'état pour l'amélioration de la pomme de terre (Gembloux) |
| 1951 | AURORE   | RECORD x FLAVA       | Station de recherches de l'état pour l'amélioration de la pomme de terre (Gembloux) |
| 1952 | ESPOIR   | -                    | Station de recherches de l'état pour l'amélioration de la pomme de terre (Gembloux) |
| 1954 | GRESUS   | -                    | Station de recherches de l'état pour l'amélioration de la pomme de terre (Gembloux) |
| 1955 | DALILA   | -                    | Station de recherches de l'état pour l'amélioration de la pomme de terre (Gembloux) |
| 1955 | ELECTRE  | EIGENHEIMER x AQUILA | Station de recherches de l'état pour l'amélioration de la pomme de terre (Gembloux) |
| 1955 | ERATO    | EIGENHEIMER x AQUILA | Station de recherches de l'état pour l'amélioration de la pomme de terre (Gembloux) |
| 1955 | ESCHYLE  | FURORE x AQUILA      | Station de recherches de l'état pour l'amélioration de la pomme de terre (Gembloux) |
| 1955 | GAUMAISE | ROSA x ROSA          | Station de recherches de l'état pour l'amélioration de la pomme de terre (Gembloux) |
| 1956 | ERASME   | VORAN x AQUILA       | Station de recherches de l'état pour l'amélioration de la pomme de terre (Gembloux) |
| 1958 | GARI     | ACKERSEGEN x AQUILA  | Station de recherches de l'état pour l'amélioration de la pomme de terre (Gembloux) |
| 1966 | MARILINE | URGENTA x AQUILA     | Station de recherches de l'état pour l'amélioration de la pomme de terre (Gembloux) |
| 1967 | NERVIA   | REGENT x ESCHYLE     | Station de recherches de l'état pour l'amélioration de la pomme de terre (Gembloux) |
| 1968 | NADIA    | ELECTRE x FORTUNA    | Station de recherches de l'état pour l'amélioration de la pomme de terre (Gembloux) |
| 1970 | REINA    | ELECTRE x NOVA       | station agronomique de Libramont                                                    |
| 1970 | SCALDIA  | CALROSE x A 1        | station agronomique de Libramont                                                    |
| 1970 | GASORE   | GRACILIA x SORAYA    | station agronomique de Libramont                                                    |
| 1983 | JUDITH   | SIRTEMA x KATJA      | station agronomique de Libramont                                                    |
| 2017 | LOUISA   | GASORE x VICTORIA    | station agronomique de Libramont (CRA-W)                                            |

## Organisations professionnelles et institutions

### Organisations professionnelles
- La Fiwap, « filière wallonne de la pomme de terre »,  est une association professionnelle fondée en 1993 qui regroupe tous les acteurs du secteur de la pomme de terre en Région wallonne.
- Belgapom est une association professionnelle du négoce et de la transformation de pommes de terre en Belgique.

### Manifestation professionnelles
Tous les quatre ans, les « Journées européennes de la pomme de terre » (PotatoEurope) sont organisées en Belgique par la Fédération belge de l'équipement pour l'agriculture, l'horticulture, l'élevage et le jardin (Fedagrim). Cette manifestation qui intéresse l'ensemble de la filière de la pomme de terre se tient à Kain près de Tournai (province de Hainaut). Elle se tient alternativement les autres années en Allemagne, en France ou aux Pays-Bas. La prochaine édition en Belgique est prévue en 2019. Tous les 2 ans se tient le salon Interpom.
Depuis 2010, les organisations belges de la pomme de terre organisent, en collaboration avec les autorités flamandes et wallonnes, l'« Inno Potato Award ». Ce concours a pour but de récompenser les producteurs de pommes de terre de semence (plants) et de consommation qui ont mis en œuvre dans leurs exploitations des méthodes innovantes de culture, de conservation ou de commercialisation.

### Musée

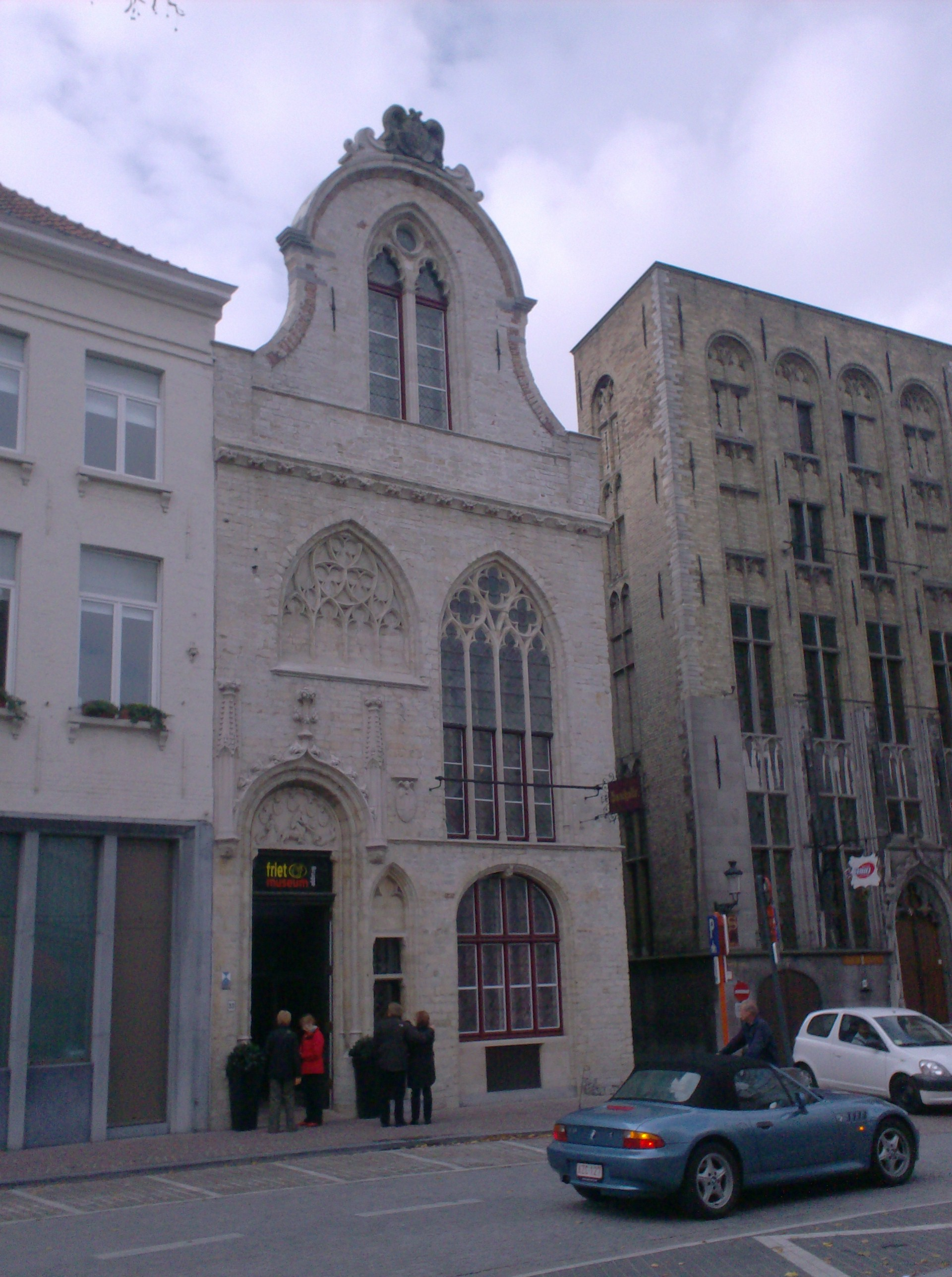
La Saaihalle, siège du musée de la frite à Bruges.

Depuis 2008, un « musée de la frite » (en néerlandais, Frietmuseum) est ouvert à Bruges dans le « Saaihalle », bâtiment datant du XIVe siècle. Ce musée se targue d'être le seul au monde consacré à l'histoire de la pomme de terre et de la frite. Un bed&breakfast, Home Frit'Home, micro musée de la frite, existe aussi à Bruxelles.

## Gastronomie
- Frites,
  - Moules frites
  - Steak frites,
- Mitraillette (sandwich),
- Stoemp,
- Touffaye.